# Rostella
Rostella is een geslacht van rechtvleugeligen uit de familie doornsprinkhanen (Tetrigidae). De wetenschappelijke naam van dit geslacht is voor het eerst geldig gepubliceerd in 1913 door Hancock.

## Soorten
Het geslacht Rostella omvat de volgende soorten:
- Rostella phyllocera Bolívar, 1887
- Rostella sumatrana Willemse, 1928